# Quem Quer Namorar com o Agricultor? (2.ª temporada)
A segunda temporada de Quem Quer Namorar com o Agricultor? estreou a 9 de junho e terminou a 11 de agosto de 2019 na SIC, com a apresentação de Andreia Rodrigues. É uma adaptação do formato britânico Farmer Wants a Wife.

## Emissão
| Programa | Emissão            | Apresentação      |
| -------- | ------------------ | ----------------- |
| Episódio | Domingos - 21h30   | Andreia Rodrigues |
| Diário   | Dias úteis - 19h15 | Andreia Rodrigues |

## Resumo

### Episódios
| Resumo | Resumo | Episódios | Episódios | Originalmente exibido | Originalmente exibido |
| Resumo | Resumo | Episódios | Episódios | Estreia da temporada  | Final da temporada    |
| ------ | ------ | --------- | --------- | --------------------- | --------------------- |
|        | 1      | 10        | 10        | 9 de junho de 2019    | 11 de agosto de 2019  |

### Diários
| Resumo | Resumo | Episódios | Episódios | Originalmente exibido | Originalmente exibido |
| Resumo | Resumo | Episódios | Episódios | Estreia da temporada  | Final da temporada    |
| ------ | ------ | --------- | --------- | --------------------- | --------------------- |
|        | 1      | 45        | 45        | 10 de junho de 2019   | 9 de agosto de 2019   |

## Episódios
| #  | ## | Título        | Exibição original    | Audiências (share) |
| -- | -- | ------------- | -------------------- | ------------------ |
| 14 | 1  | "Episódio 1"  | 9 de junho de 2019   | 26,9%              |
| 15 | 2  | "Episódio 2"  | 16 de junho de 2019  | 27,9%              |
| 16 | 3  | "Episódio 3"  | 23 de junho de 2019  | 27,3%              |
| 17 | 4  | "Episódio 4"  | 30 de junho de 2019  | 27,4%              |
| 18 | 5  | "Episódio 5"  | 7 de julho de 2019   | 24,3%              |
| 19 | 6  | "Episódio 6"  | 14 de julho de 2019  | 22,5%              |
| 20 | 7  | "Episódio 7"  | 21 de julho de 2019  | 23,6%              |
| 21 | 8  | "Episódio 8"  | 28 de julho de 2019  | 19,5%              |
| 22 | 9  | "Episódio 9"  | 4 de agosto de 2019  | 17,5%              |
| 23 | 10 | "Episódio 10" | 11 de agosto de 2019 | 27,2%              |

## Diários
| #  | ## | Título                           | Exibição original   | Audiências |
| -- | -- | -------------------------------- | ------------------- | ---------- |
| 54 | 1  | "Diário 1"                       | 10 de junho de 2019 | ASD        |
| 55 | 2  | "Diário 2"                       | 11 de junho de 2019 | ASD        |
| 56 | 3  | "Diário 3"                       | 12 de junho de 2019 | ASD        |
| 57 | 4  | "Diário 4"                       | 13 de junho de 2019 | ASD        |
| 58 | 5  | "Diário 5"                       | 14 de junho de 2019 | ASD        |
| 59 | 6  | "Diário 6"                       | 17 de junho de 2019 | ASD        |
| 60 | 7  | "Diário 7"                       | 18 de junho de 2019 | ASD        |
| 61 | 8  | "Diário 8"                       | 19 de junho de 2019 | ASD        |
| 62 | 9  | "Diário 9"                       | 20 de junho de 2019 | ASD        |
| 63 | 10 | "Diário 10"                      | 21 de junho de 2019 | ASD        |
| 64 | 11 | "Diário 11"                      | 24 de junho de 2019 | ASD        |
| 65 | 12 | "Diário 12"                      | 25 de junho de 2019 | ASD        |
| 66 | 13 | "Diário 13"                      | 26 de junho de 2019 | ASD        |
| 67 | 14 | "Diário 14"                      | 27 de junho de 2019 | ASD        |
| 68 | 15 | "Diário 15"                      | 28 de junho de 2019 | ASD        |
| 69 | 16 | "Diário 16"                      | 1 de julho de 2019  | ASD        |
| 70 | 17 | "Diário 17"                      | 2 de julho de 2019  | ASD        |
| 71 | 18 | "Diário 18"                      | 3 de julho de 2019  | ASD        |
| 72 | 19 | "Diário 19"                      | 4 de julho de 2019  | ASD        |
| 73 | 20 | "Diário 20"                      | 5 de julho de 2019  | ASD        |
| 74 | 21 | "Diário 21"                      | 8 de julho de 2019  | ASD        |
| 75 | 22 | "Diário 22"                      | 9 de julho de 2019  | ASD        |
| 76 | 23 | "Diário 23"                      | 10 de julho de 2019 | ASD        |
| 77 | 24 | "Diário 24"                      | 11 de julho de 2019 | ASD        |
| 78 | 25 | "Diário 25"                      | 12 de julho de 2019 | ASD        |
| 79 | 26 | "Diário 26"                      | 15 de julho de 2019 | ASD        |
| 80 | 27 | "Diário 27"                      | 16 de julho de 2019 | ASD        |
| 81 | 28 | "Diário 28"                      | 17 de julho de 2019 | ASD        |
| 82 | 29 | "Diário 29"                      | 18 de julho de 2019 | ASD        |
| 83 | 30 | "Diário 30"                      | 19 de julho de 2019 | ASD        |
| 84 | 31 | "Diário 31"                      | 22 de julho de 2019 | ASD        |
| 85 | 32 | "Diário 32"                      | 23 de julho de 2019 | ASD        |
| 86 | 33 | "Diário 33"                      | 24 de julho de 2019 | ASD        |
| 87 | 34 | "Diário 34"                      | 25 de julho de 2019 | ASD        |
| 88 | 35 | "Diário 35"                      | 26 de julho de 2019 | ASD        |
| 89 | 36 | "Diário 36"                      | 29 de julho de 2019 | ASD        |
| 90 | 37 | "Diário 37"                      | 30 de julho de 2019 | ASD        |
| 91 | 38 | "Diário 38"                      | 31 de julho de 2019 | ASD        |
| 92 | 39 | "Diário 39"                      | 1 de agosto de 2019 | ASD        |
| 93 | 40 | "Diário 40 - Especial Insólitos" | 2 de agosto de 2019 | ASD        |
| 94 | 41 | "Diário 41"                      | 5 de agosto de 2019 | ASD        |
| 95 | 42 | "Diário 42"                      | 6 de agosto de 2019 | ASD        |
| 96 | 43 | "Diário 43"                      | 7 de agosto de 2019 | ASD        |
| 97 | 44 | "Diário 44"                      | 8 de agosto de 2019 | ASD        |
| 98 | 45 | "Diário 45"                      | 9 de agosto de 2019 | ASD        |

## Audiências
A estreia da segunda temporada registou 11,4% de rating e 26,9% de share, liderando de forma absoluta frente à concorrência. 

## Agricultores

### Miguel Pereira
Nascido e criado na América, mudou-se para Portugal para plantar terrenos e cultivar castanheiros. É um rapaz simples, extrovertido, trabalhador e sonhador. Miguel confessa ainda, que é um romântico nato. Procura uma companheira que seja também a sua melhor amiga.

### Francisco Martins
O Francisco é conhecido na sua terra como “Chico das Aventuras”. É um homem simples e apaixonado pelo campo e pelo seu trabalho. Está solteiro há alguns anos, por opção. Sente-se ansioso por conhecer as candidatas e quer encontrar um amor para o resto da vida.

### Emanuel Costa
Emanuel dedica-se à produção de leite de ovelhas. O dia começa bem cedo para alimentar os animais e extrair o leite. Sente-se sozinho e procura dar significado, de novo, à palavra amor. Procura uma mulher que goste da vida do campo e com quem possa partilhar o dia a dia.

### António Hipólito
O António cresceu no campo e assume que se apaixona facilmente. Trabalha numa herdade com 850 hectares. Procura uma mulher carinhosa e que saiba amar. O maior sonho dele é ser pai.

### Miguel Carvalho
A paixão pelo campo veio dos pais, que sempre trabalharam na agricultura. Não foi um homem de amores profundos, mas ainda vai a tempo. A idade não o impede de se querer apaixonar e, por isso, está no programa à procura de um verdadeiro amor. Quer uma mulher com quem possa partilhar o ar puro e saudável do campo.

## Candidatas

### Vera Barbosa
30 anos. É formada em teatro e já foi professora de expressão dramática, mas diz-se pronta para iniciar um novo desafio. Como quer ter filhos e constituir família, está a juntar o útil ao agradável, uma vez que adora animais e vê no programa a oportunidade de conhecer um homem maduro e paciente.

### Wênnia Emannuelly
29 anos. É brasileira e já foi casada na sua terra-natal, mas separou-se e decidiu vir para Portugal recomeçar uma vida nova: Vive cá há, sensivelmente, 4 meses. Adora cantar sertanejo e um dos seus maiores sonhos é ter um filho biológico e adotar uma criança. Procura um homem romântico.

### Elisabete Santos
37 anos. Mãe de três filhos, quer encontrar o amor da sua vida. Já tentou a sua sorte na primeira edição e voltou em busca de realizar o seu sonho... 30 kg mais magra. É uma mulher espontânea e animada que diz que essa forma de estar é fundamental para que uma relação resulte.

### Isabel Marques
47 anos. Divide o dia entre o trabalho no ramo imobiliário, os amigos e o ginásio, que frequente diariamente. No entanto, está cansada da rotina e da vida na cidade, vendo no programa a oportunidade de mudar de vida e de encontrar alguém sério, fiel, sensível e que goste de se cuidar, como ela própria gosta de o fazer.

### Inês Neiva
43 anos. Viveu no estrangeiro durante anos a fio, onde partilhava a sua arte: Era palhaça. Depois de viajar pelo mundo inteiro, decidiu voltar a Portugal há cerca de 8 anos para se dedicar a usar o riso… como terapia. Quer encontrar alguém com quem possa partilhar o tempo e a vida.

### Sandra Rodrigues
41 anos. Mãe de um menino de 13 anos e divorciada há cerca de 9, quer mudar de vida e deixar para trás um passado marcante. Considera-se uma mulher divertida e é isso mesmo que procura num homem, alguém que a faça rir.e divorciada há cerca de 9, quer mudar de vida e deixar para trás um passado marcante.

### Letícia Máximo
47 anos. Nascida em França, esta auxiliar de fisioterapia nunca casou e não gosta de homens inseguros nem de rotinas. Dona de uma personalidade muito forte, acredita que o amor ainda vai aparecer na sua vida e espera que isso aconteça com um agricultor e que isso lhe permita reviver a infância, quando ordenhava vacas na quinta dos avós.

### Maria Fátima Garcia
51 anos. Viveu durante algum tempo na Alemanha, para onde foi à procura de melhores condições de vida. É uma mulher que adora o contacto com a natureza e que procura um homem carinhoso com quem partilhar o dia a dia e que a ajude a combater a solidão.

### Débora Canoa
25 anos. Extremamente dedicada à família, tem 10 irmãos e faz tudo pela sua filha. Considera-se uma mulher sem papas na língua e quer encontrar um homem como ela: Extrovertido e focado em constituir família.

### Soraia Figueiredo
28 anos. Crente no amor à primeira vista, é uma mulher positiva, mas ao mesmo tempo muito ciumenta. Gosta de homens dedicados e diz que se apaixonaria por um homem positivo, que esteja de bem com a vida e que se dedicasse exclusivamente… a ela.

### Cátia Lopes
23 anos. Herdou uma pequena quinta, onde vive com as suas duas cadelas, que leva para todo o lado. No entanto, sente-se um pouco sozinha e procura alguém que a acompanhe nas suas viagens e com quem possa construir uma relação sólida. Amante da natureza, esta consultora comercial considera que ser positivo e brincalhão são características fundamentais num homem.

### Rita Ferreira
30 anos. Grande aventureira, divide este espírito com a filha, que a acompanha nas suas aventuras e que quis que se inscrevesse no programa, porque entende que a mãe precisa de alguém. Gosta muito do campo e deseja mudar de vida para conhecer alguém sério, com personalidade forte e que entre na sua vida para não mais sair.
28 anos. Tem uma filha e a sua mãe deseja que case, mas também Rita está cada vez mais inclinada para dar uma oportunidade ao amor pois considera que, a chegar aos 30 anos, começa a ficar um pouco “para tia”. Diz-se uma mulher tímida e que procura exatamente o oposto: alguém comunicador e divertido.

### Dora Jacinto
35 anos. Dora considera-se uma lutadora, até porque a vida a fez assim. Atualmente com 35 anos, é mãe solteira desde os 19, quando nasceu o primeiro de dois filhos, sendo que o segundo nasceu 5 anos mais tarde. Muito apegada à família, conta com o apoio dos irmãos e principalmente da mãe, a quem acaba por contar tudo o que se passa na sua vida e a quem também tem a agradecer o grande apoio que dá a criar os filhos. Considerando-se uma romântica e uma mulher de gostos simples, é apaixonada por kizomba e tem por objetivo no programa encontrar o grande amor da sua vida e ser feliz, dado que sempre teve relações difíceis de gerir e principalmente passageiras, mesmo com os pais dos seus filhos. Imagina-se junto de um homem preferencialmente tímido, característica que diz ser a mais atrativa, até para ser diferente dela, que se considera muito extrovertida.

### Natália Matias
50 anos. Natália cresceu no seio de uma família de emigrantes na Venezuela, que se dedicavam ao comércio no país sul americano. A família sempre foi muito unida e foi também juntos que voltaram, há já vários anos, para Portugal. Instalaram-se na zona de Aveiro, onde Natália ainda vive na companhia dos pais. Muito apegada à família, tem um filho de 28 anos que é o seu ex-libris, fruto do único casamento que teve. Para além desta relação, que durou seis anos, teve uma outra significativa que durou igual período. No entanto, terminou a relação por achar que eram apenas amigos. Agora, com o filho já criado e com o seu negócio sobre rodas (tem uma empresa no ramo da estética), falta-lhe alguém para estar a seu lado, um companheiro de vida para “matar” a solidão e a carência. Dona de uma personalidade muito forte (diz ter o coração perto da boca), entende não ser uma pessoa fácil e diz que todos exigem dela mas que na realidade ninguém se preocupa efetivamente com ela. Por isso quer encontrar um homem bem humorado, falador, sensível e que saiba estar e queira construir uma vida com ela.

### Priscilla Beraldo
32 anos. Brasileira natural do Rio de Janeiro, veio viver para Portugal há 12 anos, então com 20. Estabeleceu-se na Covilhã, onde vive até hoje e onde diz que não há homens para ela, tendo tido apenas relações esporádicas com rapazes mais novos, sendo que, no fundo, sempre os considerou desinteressantes. Foi esse o grande motivo da inscrição no programa, no qual arriscou para viver uma grande aventura e, quem sabe, encontrar um grande amor. Outro fator determinante para a participação no programa foi a força que a mãe fez para que se inscrevesse, sendo esta uma grande fã do programa. Considera-se uma mulher faladora e principalmente muito divertida. O que mais a fascina na vida da quinta é o contacto com animais, dado ser uma apaixonada por estes desde pequena, principalmente cães e gatos. Em termos profissionais, sempre trabalhou como empregada de balcão em restaurantes, bares e cafés desde que chegou a Portugal.

## Escolhas dos Agricultores
| Agricultor        | Candidatas                                                         | Candidata escolhida pelo agricultor |
| ----------------- | ------------------------------------------------------------------ | ----------------------------------- |
| Miguel Pereira    | Cátia Lopes Vera Barbosa Priscilla Beraldo                         | Cátia Lopes                         |
| Francisco Martins | Rita Ferreira Elisabete Santos Letícia Máximo                      | Rita Ferreira                       |
| Emanuel Costa     | Wênnia Emannuelly Inês Neiva Débora Canoa Dora Jacinto             | Wênnia Emannuelly                   |
| António Hipólito  | Soraia Figueiredo Rita Ferreira Débora Canoa                       | Soraia Figueiredo                   |
| Miguel Carvalho   | Sandra Rodrigues Isabel Marques Maria Fátima Garcia Natália Matias | Ninguém                             |